# Tramelan
 (décembre 2024).
Tramelan est une commune suisse du canton de Berne, située dans le nord-est du massif du Jura, dans l'arrondissement administratif du Jura bernois.

Photo aérienne par Walter Mittelholzer (1931).

## Géographie
Le village de Tramelan se situe dans un vallon entre le Mont Soleil au sud-sud-ouest et les pâturages du Droit au nord. La gare de Tavannes est à 9 km à l'ouest-nord-ouest.
Au début du XXe siècle, les localités de Tramelan-Dessus et Tramelan-Dessous forment une seule agglomération, longue de 2 km.

## Histoire

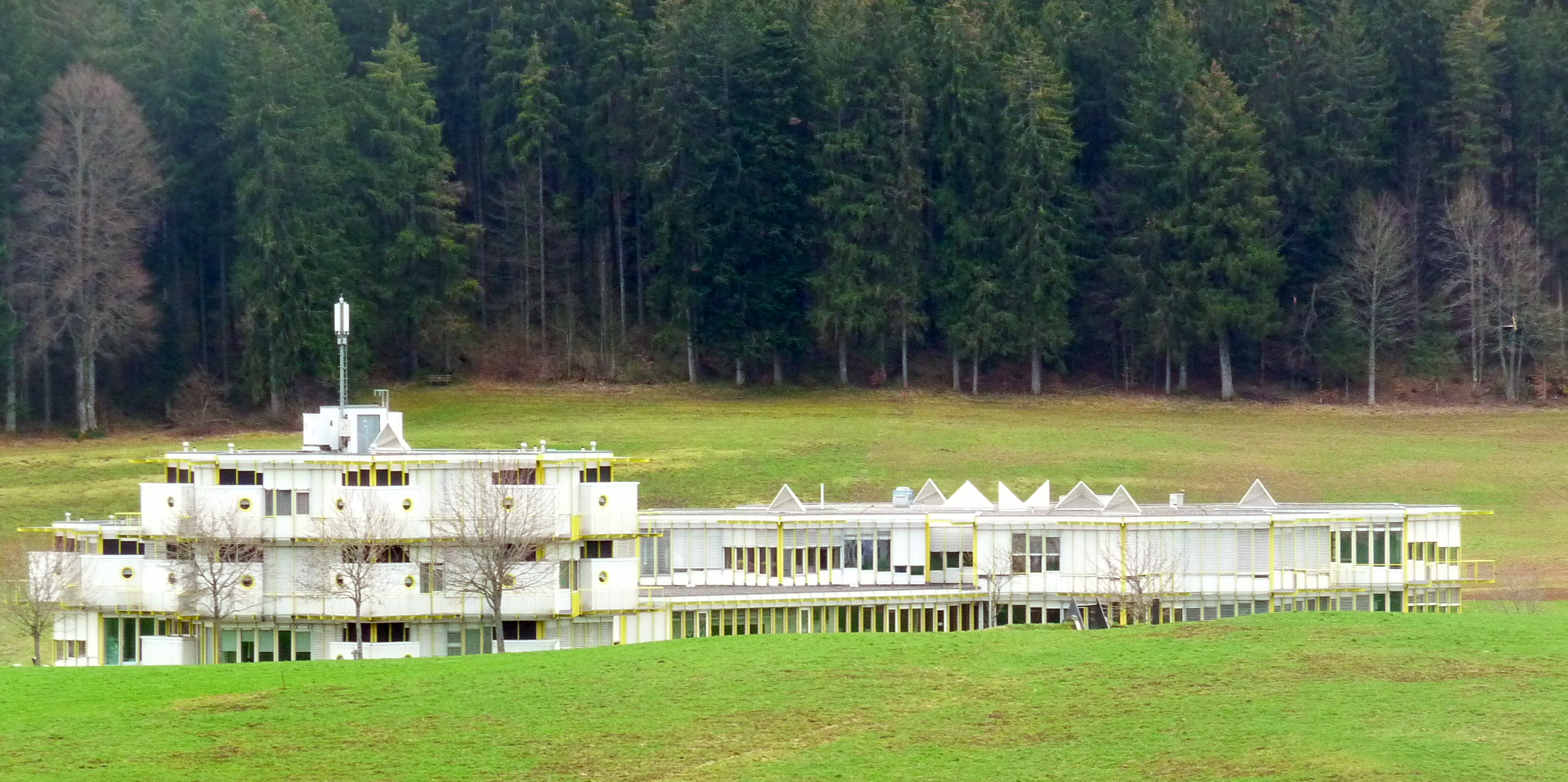
Le CIP à Tramelan.

Une nécropole de 47 tombes, datant sans doute du haut Moyen Âge, a été découverte en 2006.
La première trace écrite du village remonte à 1178. 
Tramelan fait partie de la seigneurie de l'Erguël jusqu'en 1797 et fait partie, à ce titre, des terres du prince-évêque de Bâle. Tramelan passe à la Réforme en 1530.
De 1797 à 1815, Tramelan a fait partie de la France, au sein du département du Mont-Terrible, puis, à partir de 1800, du département du Haut-Rhin, auquel le département du Mont-Terrible fut rattaché. Par décision du congrès de Vienne, le territoire de l’ancien évêché de Bâle fut attribué au canton de Berne, en 1815.
La commune de Tramelan est issue de la fusion, en 1952, des communes de Tramelan-Dessous et de Tramelan-Dessus.

## Toponymie
L'origine du toponyme est incertaine. L'hypothèse traditionnelle qui le fait dériver de La Trame, un affluent de Birse, impliquerait une formation sémantique totalement inusuelle. Une autre hypothèse serait de le faire remonter à un nom de personne germanique de type *Tramilo, accompagné du suffixe toponymique germanique -ingōs. 
Le toponyme est formé vers le VIIe siècle. Sa première occurrence écrite date d'environ 1179, sous la forme de Trameleins.
Son ancien nom allemand est Tramlingen (aussi : Trämlingen).

## Politique

### Conseil municipal
La commune de Tramelan est dotée d'un conseil municipal qui remplit les fonctions du pouvoir exécutif. Il compte sept membres: le maire élu au système majoritaire et six membres élus au système proportionnel. La législature dure quatre ans.
Le conseil municipal est composé, pour la législature 2019-2022, de deux membres du Parti libéral-radical, dont le maire, trois membres du Parti socialiste, un membre de l'Union démocratique du centre et un membre du Groupe débat.

#### Liste des maires de Tramelan[8]
- 1952-1961 : René Vuilleumier, Parti socialiste jurassien
- 1960-1961 : Raoul Nicolet, maire adjoint
- 1961-1972 : Willy Jeanneret, hors parti
- 1973-1975 : Max Gugelmann, Parti libéral
- 1976-1983 : Roland Choffat
- 1984-1991 : Jämes Choffat, Parti radical
- 1992-1993 : Willy Jeanneret, hors parti
- 1994-2002 : Bernard Jacot, Parti radical
- 2002-2014 : Milly Bregnard, Parti socialiste
- 2015-2022 : Philippe Augusburger, Parti libéral-radical
- depuis 2023 : Hervé Gullotti, Parti socialiste

### Conseil général
La commune de Tramelan est dotée d'un conseil général qui remplit les fonctions du pouvoir législatif. Il compte trente-sept membres élus au système proportionnel pour des législatures de quatre ans.
Le conseil général est composé, pour la législature 2015-2018, de treize membres du Parti socialiste, sept membres du Parti libéral-radical, huit membres du Groupe débat, six membres de l'Union démocratique du centre et deux membres du Parti évangélique suisse.

### Écoles
- Centre interrégional de perfectionnement (CIP)
- Centre formation professionnelle Berne francophone domaine commerce (ceff commerce)
- Écoles primaires de Tramelan (EP Tramelan)
- École secondaire de Tramelan (ES Tramelan)

## Domaine skiable
Tramelan est dotée d'une petite station de ski, située au lieu-dit La Combe. Le téléski principal part directement du parking. Deux pistes de difficulté rouge et noire partent de son sommet et rejoignent le bas du domaine. Un deuxième téléski, plus court, complète les installations, mais les pistes qu'il dessert sont également joignables depuis la première remontée mécanique. Un fil neige gratuit a été installé en 2010 au niveau du parking. Les pistes situées sur les extrémités du domaine skiable, également relativement étroites, imposent un long plat d'accès. La piste jaune est non tracée et s'apparente ainsi à un itinéraire peu signalisé. À mi-hauteur, la traversée d'une route asphaltée est rendue nécessaire pour toutes les pistes. Tramelan ne dispose pas d'enneigeurs. La station est donc, du fait de son altitude très basse, fortement tributaire des précipitations naturelles.

## Concours hippique national de Tramelan
En 1962, le concours hippique organisé depuis plusieurs années par le Club équestre de Tramelan devient national (CHNT), avec un programme comportant dix épreuves, dont le Prix des fabricants d'horlogerie de Tramelan et le Prix du Conseil d'État du canton de Berne. Les chevilles ouvrières de l’organisation sont les frères Kohli, patrons d’une fabrique de cadrans de montres à Tramelan. Les épreuves se déroulent sur le pâturage des Reussilles. Elles réunissent les meilleurs cavaliers du pays, comme Paul Weier ou Arthur Blickenstorfer.
À partir de 1967, les concours sont retransmis par la télévision. En 1968, les organisateurs du Concours hippique mettent sur pied une exposition Le cheval dans l'oeuvre de Hans Erni, à l’Abbatiale de Bellelay. Le peintre lucernois dessine plusieurs affiches pour les éditions suivantes du CHNT. Durant près de quarante ans, de grands noms s’inscrivent au palmarès du Concours hippique de Tramelan : Nelson Pessoa, Hans Möhr, Willi Melliger, Philippe Guerdat, Lesley McNaught et Beat Mändli. En 2000, la 38e édition du CHNT, perturbée par la pluie, est la dernière. Un projet de déplacement du concours à Bellelay reste sans lendemain.

## Transports
- Chemins de fer du Jura :
  - Ligne Le Noirmont – Tramelan – Tavannes
  - Ligne de bus Tramelan – Les Genevez – Lajoux – Saulcy – Glovelier
  - Ligne de bus Tramelan – Saint-Imier
- CarPostal :
  - Ligne Tramelan – Saignelégier – Goumois

## Personnalités
- Charles-Albert Gobat (Tramelan 1843 - Bruxelles 1914), juriste, avocat, écrivain, politicien (député puis conseiller d'État bernois, conseiller national puis conseiller aux États). Lutte contre l'alcoolisme. Prix Nobel de la Paix en 1902. Membre du Bureau international de la paix.
- Virgile Rossel, né à Tramelan le 9 mars 1858 et mort à Lausanne le 29 mai 1933, fut un homme politique qui étonne encore aujourd'hui par la variété de ses dons et de sa carrière.
- Marguerite Gobat (1870-1937), journaliste, pédagogue, féministe et pacifiste suisse. Une statue à son effigie, faisant partie d'une série de cinq statues de personnalités féminines du Jura bernois, est inaugurée en 2022 à Tramelan, rue de la Printanière.
- André Ramseyer, né le 31 janvier 1914 à Tramelan et mort en janvier 2007 à Neuchâtel, sculpteur.
- Roland Stähli (1917-2010), enseignant et écrivain, directeur de la Revue Transjurane[16], politicien (député puis conseiller national) et figure majeure de l'antiséparatisme[17], est l'auteur entre autres de deux volumes sur l'histoire du village et de la région, à l'occasion du 800e anniversaire de Tramelan : Le Village qu'ils aimaient (1978) et Tramelan, village de l'Erguël (1984).
- Max Mathez, pilote d'essai né le 26 juin 1917 à Tramelan et mort accidentellement aux commandes du jet prototype Folland Midge le 23 septembre 1955 à Chilbolton, Angleterre. Premier pilote du prototype d'avion militaire à réaction de fabrication entièrement suisse N20.10 Aiguillon.
- Roland Béguelin, né le 12 novembre 1921 à Tramelan et décédé le 13 septembre 1993 à Delémont, considérée comme le père du canton du Jura, 23e et dernier canton suisse. Membre fondateur du Mouvement séparatiste jurassien (devenu le Rassemblement jurassien en 1951), mouvement militant pour l'indépendance du canton du Jura vis-à-vis du canton de Berne, qui deviendra réalité le 23 juin 1974.
- André Luy, né à Tramelan en 1927, organiste.
- Jacques Verlier, comédien suisse né le 19 juillet 1933 à Tramelan.
- Georges Vuilleumier (1944-1988), footballeur suisse.
- Claudine Houriet, née en 1944, peintre et écrivaine suisse.
- Pierre Bühler, né à Tramelan en 1950, théologien, professeur émérite de l'Université de Neuchâtel et de l'Université de Zurich.
- Jean-Daniel Rohrer, né à Tramelan le 22 mai 1960, peintre, Membre de l'Académie royale des arts du Canada.
- Franck Giovannini, né à Tramelan le 16 avril 1974, chef cuisinier 3 étoiles au Guide Michelin et seul Suisse primé aux Concours mondial de la cuisine (Bocuse de Bronze 2007). Depuis le 16 août 2018, Franck Giovannini est Chef de cuisine du Restaurant de l’Hôtel de Ville de Crissier.
- Simon Gerber, né en 1977, musicien et chanteur, bassiste de Sophie Hunger et de Stephan Eicher.
- Françoise Matthey (1949- ), écrivaine[18]